# Trochospongilla paulula
Trochospongilla paulula är en svampdjursart som först beskrevs av James Scott Bowerbank 1863.  Trochospongilla paulula ingår i släktet Trochospongilla och familjen Spongillidae. Inga underarter finns listade i Catalogue of Life.